# Библиотека Ашаффенбурга
Библиотека Ашаффенбурга (нем. Hofbibliothek Aschaffenburg, HBA) — публичная научная библиотека, расположенная в помещениях замка Йоханнесбург (Нижняя Франкония); является региональной библиотекой баварского региона Унтермайн и входит в состав Баварской библиотечной сети (BVB). Основой библиотеки стали книжные собрания курфюрстов Майнца, собиравшиеся с 1780 года; в 1814 году придворная библиотека перешла в ведение администрации Баварии, а передача книг из собраний иезуитских колледжей в Ашаффенбурге и Равенсбурге увеличила фонды, насчитывающие сегодня 106 тысяч томов. В коллекции хранятся «Майнцские Евангелия», созданные около 1250 года.

## История
Библиотека Ашаффенбурга ведёт свою историю от книжных собраний курфюрстов Майнца: Альбрехт Бранденбургский завещал все свои книги, в том числе и древние рукописи, библиотеке собора Майнца (Mainzer Dombibliothek). В период секуляризации в регионе, в 1803 году, некоторые из книг Альбрехта попали в библиотечное собрание Ашаффенбурга. За несколько лет до этого, в 1794 году, курфюрст и архиепископ Майнца Фридрих Карл Йозеф фон Эрталь перевёз свою коллекцию в Ашаффенбург, а в 1802 году курфюрст Карл Теодор фон Дальберг добавил к ней своё книжное собрание. Немецкий поэт и писатель Вильгельм Гейнзе занимал пост придворного библиотекаря с 1787 по 1803 год.

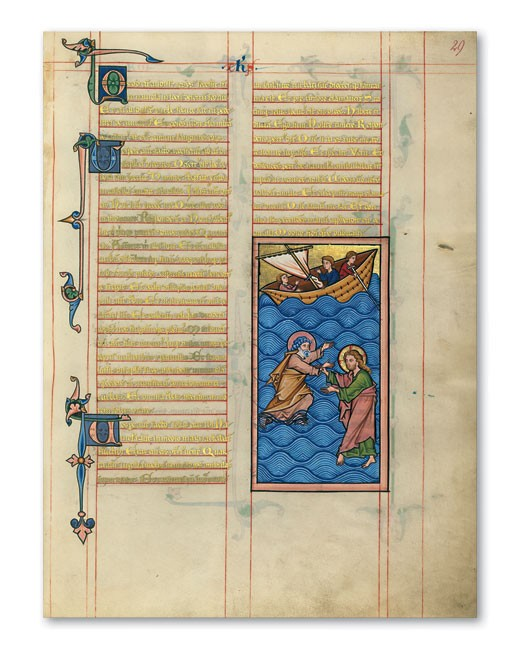
Страница из «Майнцского Евангелия» (1250)

В период с 1803 по 1810 год придворная библиотека Ашаффенбурга принадлежала одноимённому княжеству, недавно основанному для Дальберга. Затем, в период Наполеоновских войн, библиотека стала собственностью Великого герцогства Франкфурт, просуществовавшему до 1814 года. В 1814 году придворная библиотека, которую в XIX веке называли «княжеской библиотекой», находилась в ведении королевства Бавария. В тот период передача книг из собраний иезуитских колледжей в Ашаффенбурге и Равенсбурге увеличила библиотечные фонды. В 1853 году библиотека насчитывала около 26 000 томов; благодаря наличию постоянного бюджета, составляющего около 1000 гульденов в год, в те годы стало возможным и регулярное приобретение новых работ. Передача фондов университетской библиотеки из недолго просуществовавшего Ашаффенбургского университета (1808—1814) также пополнила коллекцию: работы из собраний всех трёх факультетов — теологии, философии и права — хранятся сегодня в замке.
Инфляция после Первой мировой войны разрушила финансовую устойчивость библиотеки: до 1950-х годов новые приобретения были практически исключены. Между 1926 и 1945 годами инвентарный список вырос всего на две тысячи книг: с 31 000 до 33 000 томов. Первый дипломированный библиотекарь стал главой организации Ашаффенбурга в 1959 году; с 1970 года библиотекой по совместительству руководил профессиональный библиотекарь из библиотеки Вюрцбургского университета. Сегодня собрание Ашаффенбурга насчитывает около 56 000 томов, вышедших после 1900 года. В библиотеке с 1803 года хранится одно из ключевых произведений немецкой живописи XIII века — «Майнцские Евангелия» (Codex aureus), созданные около 1250 года для неизвестного заказчика.
Кроме того, с 1980 года в помещениях придворной библиотеки хранится архив философа Гуго Динглера (1881—1954): архив принадлежит некоммерческому фонду «Hugo-Dingler-Stiftung» и насчитывает 3690 работ.